# Paracalliloncha
Paracalliloncha is een geslacht van weekdieren uit de klasse van de Gastropoda (slakken).

## Soort
- Paracalliloncha ultraabyssalis Lus, 1983